# Kanton Neuilly-Plaisance
Kanton Neuilly-Plaisance (fr. Canton de Neuilly-Plaisance) je francouzský kanton v departementu Seine-Saint-Denis v regionu Île-de-France. Tvoří ho pouze město Neuilly-Plaisance.